# Ян Самуель Хшановський

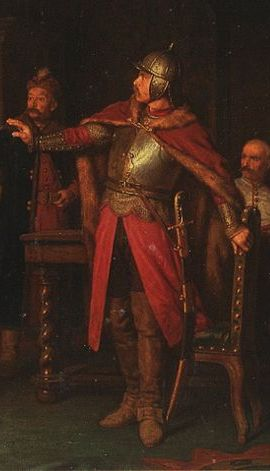

Ян Самуель Хшановський (пол. Jan Samuel Chrzanowski) гербу Порай (пом. 1688, місто Язлівець, нині село Чортківського району Тернопільської области, Україна) — польський військовик, полковник. Представник роду Хшановських.

## Життєпис
Міщанського походження. Змолоду служив у війську: спочатку в полку Станіслава Конецьпольського (став поручником, у 1673 році капітаном, брав участь у битві під Хотином 1673 року). Перейшов до регіменту піхоти белзького каштеляна Александера Незабітовского (1674), регімент у 1675 році став власністю щуровицького старости Яна Цетнера. У 1675 р. за наказом короля Яна ІІІ Миколай Геронім Сенявський розмістив у замку в Теребовлі залогу з 80-ти жовнірів регіменту щуровицького старости Яна Цетнера під командуванням капітана Я. С. Хшановського перед його облогою від 21 вересня до 5 жовтня, який командував обороною твердині, маючи в розпорядженні групку шляхтичів, 200 озброєних в останній момент селян та міщан. Король прийняв його в таборі під Бучачем, надав звання оберстлейтенанта. Нідерландський митець Ромейн де Гуґ зобразив його на малюнку.
У 1676 року отримав шляхетство за рішенням сейму, нагороду 5000 золотих польських. Від 1679 року був комендантом Львова. У 1682 р. став мельницьким підстолієм, потім оберстлейтенантом регіменту щуровицького старости Яна Цетнера, комендантом замку в Микулинцях.
Протягом трьох років був комендантом замку в Сидорові. У 1685–1688 р.р — комендант Язлівецького замку.
Був похований в одному з костелів Львова.
Друга дружина — Анна Дорота (більше відома як Зофія) з де Фрезенів; Дюпон вважав її німкенею за походженням.